# حرب التاراناكي الأولى
حرب التاراناكي الأولى (تُعرف أيضاً باسم حرب شمال تاراناكي) هي صراع مسلح حول ملكية الأرض وسيادتها، اندلعت بين شعب الماوري وحكومة نيوزيلندا في إقليم تاراناكي الواقع ضمن الجزيرة الشمالية في نيوزيلاندا، واستمر منذ شهر مارس من عام 1860 وحتى شهر مارس من عام 1861.
اندلعت الحرب جراء نزاعٍ بين الحكومة وملاك الأراضي الماوريين. دار هذا النزاع حول بيع إحدى الممتلكات في وايتارار، لكنه انتشر حتى شمل جميع مناطق الإقليم. خاض الحرب نحو 3500 جندي إمبراطوري جُلبوا من أستراليا، بالإضافة إلى جنود متطوعين وميليشيات، ضد قوات الماوري المؤلفة من بضعة مئات الجنود، ولا يتجاوز تعدادهم الـ 1500 جندي. تُقدر الخسائر في صفوف الجيش الإمبراطوري وقوات المتطوعين والميليشيات بنحو 238 شخص، في المقابل، خسر شعب الماوري نحو 200 جندي بالمجمل، لكن نسبة الوفيات لدى شعب الماوري أعلى بكثير من نظيرتها لدى الحكومة النيوزيلندية.
انتهت الحرب باتفاقية لوقف إطلاق النار، ولم يتقبّل أي من الطرفين شروط السلام التي فرضها الطرف الآخر. وعلى الرغم من ادعاء البريطانيين فوزهم في الحرب، برزت عدة وجهات نظر تدعي أن البريطانيين لاقوا نهاية غير سارة، بل مهينة. انقسمت آراء المؤرخين حول نتيجة الحرب. يتحدث المؤرخ جيمس بيليك عن نجاح شعب الماوري في إيقاف محاولات البريطانيين الساعية لفرض سيادتهم على شعب الماوري، لذا بالإمكان القول أن شعب الماوري خرج منتصرًا من تلك الحرب. لكن جيمس قال أن انتصار شعب الماوري كان أجوفًا، لأنه أدى في نهاية المطاف إلى غزو وايكاتو.
في تقريرٍ لمحكمة وايتانغي عن المطالب المتعلقة بأراضي تارانكي، والذي رفعته للحكومة عام 1996، ارتأت المحكمة أن الحكومة هي التي بدأت الحرب، فكانت الطرف المعتدي والمسؤولة عن الأنشطة غير الشرعية عندما شنت هجومًا باستخدام قواتها المسلحة. توصلت المحكمة إلى ذلك القرار بعدما تحدث محامٍ دستوري كبير عن مسائلة الحاكم توماس غور براون، وعددٍ من الضباط، وتوجيه التهم المدنية والجنائية لهم جراء تصرفاتهم. اعترض بعض المؤرخين في البداية على مصطلح «حرب التاراناكي الأولى»، فيفضل هؤلاء استخدام مصطلح «حروب التاراناكي»، ويرفضون الاقتراحات القائلة أن الصراع التالي لعام 1861 هو ما يجب أن يُسمى حرب التاراناكي الثانية. أشارت اللجنة الملكية الخاصة بالأراضي المصادرة إلى أن العمليات العدائية التي اندلعت بين عام 1864 و1866 هي استمرارٌ لحرب التاراناكي الأولى.

## خلفية تاريخية
الدافع وراء تلك الحرب هو بيع 600 هكتار (2.4 كلم مربع) من الأرض المعروفة باسم بيكابيكا بلوك أو تيرا بلوك في وايتارا. كان موقع قطعة الأرض تلك ملائم جدًا للمستوطنين الأوروبيين الذين أرادوا إنشاء بلدة وميناء في شمال إقليم تاراناكي، وبدا أن بيع تلك الأرض مجرد جزء ضمن سلسلة من عمليات البيع المقبلة، والتي ستفتح الباب أمام المستوطنين للعيش في جميع الأراضي الواقعة بين نيو بلايموث ونهر وايتارا. في البداية، عرض بوكيكاي تي تيرا، وهو زعيم صغير من شعب الماوري، تلك الأرض على الحكومة النيوزيلندية عام 1857، ما جذب معارضة شديدة وعنيفة من طرف الزعيم الأعلى للقبيلة، ويريمو كينغي، وأدى إلى إعلان الأخير اعتراضه على خطة البيع تلك. في المقابل، دعم إهايا كيريكومارا وأخاه تاماتي عملية البيع التي قام بها تيرا، فكتب الشقيقان رسائلًا إلى الصحف يدّعون فيها أن الاحتلال الأوروبي سيسمح للعبيد بالعيش مجددًا في أمان، ويخفف من احتمال عودة أحزاب الحرب في وايكاتو.
اضطر الحاكم براون إلى رفض الاعتراض الذي أبداه كينغي: فأصر الحاكم على امتلاك الماوري الحق في بيع الأراضي إذا رغبوا بذلك، ومال إلى إظهار دعمه لزعيم القبيلة المتآلف مع الحكومة بدلًا من الرضوخ لاعتراض زعيمٍ آخر على التاج البريطاني والقانون الأوروبي. وافق براون على شراء الأرض على الرغم من إدراكه التام للعواقب المترتبة على عملية البيع، وحاول احتلال الأرض، فتوقع أن تلك الحركة ستؤدي إلى نزاعٍ مسلح. لكن قبل عام من تلك الحادثة، كتب براون رسالة إلى المكتب الاستعماري في إنجلترا، وجاء فيها: «أتخوف من قيام ويليام كينغ (كينغي) بالمخاطرة واللجوء إلى العنف للحفاظ على الحق الذي يدعيه، لكنني أعددت التحضيرات اللازمة لفرض الإذعان والطاعة إنْ قرر كينغي تنفيذ مخططاته».
أدى الضغط من أجل بيع قطعة الأرض إلى رغبة المستعمرين الإنجليز بالاستحواذ على المزيد من الأراضي في تاراناكي، لكن المشكلة الأكبر التي أشعلت فتيل الحرب هي رغبة الحكومة بفرض السلطة والقوانين والعادات الحضارية البريطانية على شعب الماوري في سبيل إظهار سيادة بريطانيا، والتي اعتقد البريطانيون أنهم تحصلوا عليها (أي السيادة البريطانية) عقب معاهدة وايتانغي عام 1840. أعطت نسخة المعاهدة المترجمة إلى الماورية، والتي كُتبت على عجل، وجهة نظرٍ مضللة مفادها أن الإنجليز سيحصلون على سيادة اسمية، أو أن بريطانيا ستحكم البلد بشكل كلي، بينما سيملك زعماء قبائل الماوري زعامة محلية على أراضيهم وقراهم ومواردهم.
بحلول العام 1860، أصبح من المعروف ضمنيًا أن القانون البريطاني أصبح سائدًا في المستوطنات والتقاليد الماورية في أماكن أخرى، لكن البريطانيين، الذين تجاوز تعدادهم تعداد السكان الماوريين، رأوا أن تلك الحقيقة أصبحت أمرًا مزعجًا. اقتنع البريطانيون أن نظامهم يمثل أفضل ما يمكن للحضارة أن تقدمه، ورأوا أن من واجبهم ومن حقهم نشر وفرض ذلك النظام على الناس الآخرين.
في الأعوام العشرين التالية لتوقيع المعاهدة، أحرز شعب الماوري بعض التقدم السياسي. انتقلوا مثلًا من حالة القبائل المستقلة إلى كونفدرالية فاعلة عُرفت باسم حركة ملك الماوري، والتي تركزت في إقليم وايكاتو، لكنها أثرت على مناطق كبيرة من الجزيرة الشمالية. كانت معارضة بيع أراضي الماوري وانتشار السيادة البريطانية المرافق لعملية البيع إحدى المبادئ الأساسية لحركة كينغ، وإحدى المبادئ التي حظيت باتفاق الجميع.
اعتُبرت مستوطنة بلايموث الجديدة –عندما كانت عبارة عن شريط من المنازل الخشبية المتوضعة بشكل غير مرتب على الساحل، ويفصلها عن بعضها مجارٍ مليئة بالشجيرات، ما يوفر غطاءً مثاليًا لجيش غازٍ–ضعيفة جدًا أمام غزوات الماوري التي قد تندلع جراء بيع الأراضي، فأُرسلت كتيبة من الجيش البريطاني إلى المستوطنة عام 1855. أشعل قتل كاتاتوري شهر يناير من عام 1858، وهو معارض لبيع الأراضي في وايتارا، المزيد من النزاعات المتعلقة بسكان الماوري المحليين والخطر المتمثل باحتمال تنفيذ كينغ مذبحة انتقامية في وايتارا. دفعت تلك الأمور شعب الماوري إلى تشكيل ميليشيا تارانكي عام 1858، ثم سرية البندقية من متطوعي تاراناكي عام 1859.

## معركة تي كوهيا
دُفعت لـتيرا وديعةٌ قدرها 100 جنيه إسترليني مقابل الأرض في شهر ديسمبر عام 1859. عندما عرقل الماوري المساحين الذين باشروا عملهم على الأرض، ردّ براون بإعلان القانون العرفي في تاراناكي في الثاني والعشرين من شهر فبراير عام 1860. بعد يومين، نُفذت اتفاقية بيع الأرض في قطعة بيكابيكا، ووقع نحو 20 ماوريًا من عائلة تي تيرا على الاتفاقية ووافقوا على البيع بصفتهم ممثلين عن جميع ملاك الأرض تلك.
في الرابع من شهر مارس، أمر براون الكولونيل تشارلز إيميليوس غولد، قائد الفوج الخامس والستين وميليشيا تاراناكي وسرية البندقية من المتطوعين، باحتلال قطعة الأرض في وايتارا تحضيرًا لإجراء عملية المسح. وصل 400 جندي إلى وايتارا في اليوم التالي ليعززوا ويحصنوا مواقعهم، وبدأت عملية المسح في الثالث عشر من شهر مارس بدون مقاومة.